# Boudjouri (Kellé)
Boudjouri (auch: Boujouri, Bouzouri, Bouzouri Maïkassoua) ist ein Dorf in der Landgemeinde Kellé in Niger.

## Geographie
Das von einem traditionellen Ortsvorsteher (chef traditionnel) geleitete Dorf liegt rund 47 Kilometer südöstlich des Hauptorts Kellé der gleichnamigen Landgemeinde, die zum Departement Gouré in der Region Zinder gehört. Eine Nachbarsiedlung von Boudjouri ist Sananawa im Südosten.
Es herrscht das Klima der Sahelzone vor, mit einer durchschnittlichen jährlichen Niederschlagsmenge zwischen 300 und 400 mm.

## Bevölkerung
Bei der Volkszählung 2012 hatte Boudjouri 925 Einwohner, die in 166 Haushalten lebten. Bei der Volkszählung 2001 betrug die Einwohnerzahl 484 in 100 Haushalten und bei der Volkszählung 1988 belief sich die Einwohnerzahl auf 832 in 183 Haushalten.
Die Bevölkerungsdichte in diesem Gebiet ist mit 10 bis 20 Einwohnern je Quadratkilometer relativ gering.

## Wirtschaft und Infrastruktur
Boudjouri liegt in einem Gebiet des Übergangs zwischen der Naturweidewirtschaft des Nordens und des Ackerbaus des Südens, was zu Landnutzungskonflikten führt. Im Dorf wird ein Wochenmarkt abgehalten. Der Markttag ist Donnerstag. Mit einem Centre de Santé Intégré (CSI) ist in Boudjouri ein Gesundheitszentrum vorhanden. Das nigrische Unterrichtsministerium richtete 1996 gemeinsam mit dem Welternährungsprogramm der Vereinten Nationen zahlreiche Schulkantinen in von Ernährungsunsicherheit betroffenen Zonen ein, darunter eine für Kinder transhumanter Hirten in Boudjouri.